# Эскадренные миноносцы типа «Украйна»
Эскадренные миноносцы типа «Украйна» — минные суда, тип эскадренных миноносцев, строившихся в 1904—1906 годах для Российского Императорского флота на судоверфи фирмы «Ланге и сын» в Риге. 
До 10 октября 1907 года классифицировались как минные крейсера. Всего было построено 8 кораблей этого типа.

## Строительство
Восемь минных крейсеров типа «Украйна» были построены Штеттинским машиностроительным Акционерным обществом «Вулкан», под наблюдением конструкторов и наблюдателей завода и частью его рабочими в Риге, куда были отправлены Штеттинской верфью «Вулкан» механизмы, котлы и многое другое.
Заводу в России, формально осуществлявшему постройку, оставалось лишь дать заказы на материалы для корпуса, умело собрать его и смонтировать доставленные из Германии механизмы.
Слабая техническая оснащённость завода Ланге, срыв сроков поставок заказанной на южных заводах стали, усиление забастовочного движения задержали срок готовности каждого из первых трех миноносцев на два месяца. Отправка их с первым эшелоном третьей Тихоокеанской эскадры не состоялась. Лишь головная «Украйна», находясь ещё в 12 000 миль от места Цусимского боя, смогла до дня этого события провести испытания.

## Конструкция

### Корпус
Наибольшая длина минных крейсеров 73,20 м, длина между перпендикулярами 70 м, ширина наибольшая 7,23 м.
Обшивка корпуса из стальных листов толщиною на миделе около 6 мм, в оконечностях уменьшается до 4 мм. Шпангоуты 65×50×5 мм; в оконечностях 55×45×5 мм. Расстояние между ними 500 мм (кроме машинного отделения). Бимсы верхней палубы 75×50×5 мм. Настил верхней палубы от 7 мм до 4 мм. Девять главных поперечных водонепроницаемых переборок.
Их основные недостатки удалось ликвидировать в ходе модернизаций. Остойчивость кораблей типа «Украйна» повысили за счёт укладки в трюмах 35 т твердого балласта.

### Энергетическая установка

#### Главная энергетическая установка
Четыре водотрубных котла системы Нормана. Рабочее давление пара 16 атмосфер. Общая нагревательная поверхность всех котлов 1340 м². Общая поверхность колосниковых решёток 22,2 м². Питание котлов автоматическое, 4 донками, из подогревателей, через фильтры. Имеется запас питательной воды: в носовой цистерне 3,9 т, в машинном отделении 2,5 т. Для питьевой воды имеется запас в различных отделениях 3,9 т. В машинном отделении опреснитель на 3 тонны питьевой воды в сутки.
Две 4-цилиндровые паровые машины тройного расширения. Диаметры цилиндров высокого давления 530 мм, среднего давления 850 мм, два низкого давления 860 мм. Ход поршня 450 мм. Число оборотов в минуту предполагалось 350. При этом общая мощность около 6200 л. с.
Винты из марганцовистой бронзы, трехлопастные, диаметром 2800 мм и с шагом 2630 мм.
Холодильник поверхностный, с отдельной циркуляционной помпой. Запас угля для испытания 50 тонн; наибольшее количество угля, вмещающееся в угольных ямах — около 130 тонн.

#### Электричество
Электроэнергию кораблям обеспечивали две динамо-машины общей мощностью 32 кВт, напряжением 105 В. Два прожектора по 60 сантиметров.

### Вооружение
Две 75-мм пушки на станках Металлического завода, четыре 57-мм пушки, два пулемёта и 4 тумбы к ним.
На первых 4 минных крейсерах постройки 1904/5 годов завода Ланге имелось по 3 трубы в двух аппаратах (одом двухтрубном и одном однотрубном), на 4 последних стоят два однотрубных аппарата диаметром 457 мм. Первые четыре имели 381-мм торпедные аппараты, в которых использовались торпеды образца 1898 года. Торпеды имели следующие характеристики: калибр — 381 мм; длина — 5,18 м; масса — 430 кг; заряд — 64 кг пироксилина; дальность хода — 550 м на скорости 28,5 узлов и 915 м на скорости 25 узлов.
В 1909—1910 годах вместо 75-мм и 57-мм пушек на всех балтийских «добровольцах» установили по два новейших 102-мм патронных орудия Обуховского завода с длиной ствола в 60 калибров.

## Экипаж
Экипаж — 88 человек, в том числе 5 офицеров и 3 кондуктора. Жилые помещения рассчитаны на 80 человек команды, 3 кондуктора, 6 офицеров, одного командира.

## Представители
| Наименование    | Заложен   | Спуск            | В строю      | Флот | Статус                           |
| --------------- | --------- | ---------------- | ------------ | ---- | -------------------------------- |
| «Украйна»       | ?         | 21 сентября 1904 | 5 мая 1905   | БФ   | Исключён из списков в 1949 году. |
| «Войсковой»     | ?         | 13 ноября 1904   | 3 июня 1905  | БФ   | Исключён из списков в 1949 году. |
| «Трухменец»     | ?         | 5 февраля 1905   | 28 июня 1905 | БФ   | Исключён из списков в 1949 году. |
| «Казанец»       | ?         | 28 апреля 1905   | 3 мая 1906   | БФ   | Исключён из списков в 1916 году. |
| «Стерегущий»    | июль 1904 | 21 июня 1905     | 4 мая 1906   | БФ   | Исключён из списков в 1924 году. |
| «Страшный»      | июль 1904 | 23 декабря 1905  | 9 мая 1906   | БФ   | Исключён из списков в 1924 году. |
| «Донской казак» | июль 1904 | 25 февраля 1906  | 6 июля 1906  | БФ   | Исключён из списков в 1924 году. |
| «Забайкалец»    | июль 1904 | 14 апреля 1906   | 19 июля 1906 | БФ   | Исключён из списков в 1923 году. |

Минные крейсера класса «доброволец» разделились на две группы. Одна с минимальным водоизмещением (500 и 570 т), вторая с увеличенным до 615—605 т у которых оставались возможности для последующей беспроблемной модернизации.